# Герои Социалистического Труда Луганской области
В настоящий список включены:

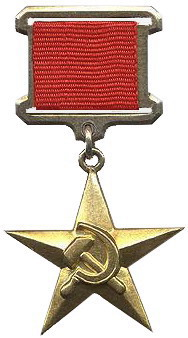
Золотая медаль «Серп и Молот»

- Герои Социалистического Труда, на момент присвоения звания проживавшие на территории Луганской (до 1958 года и с 1970 по 1990 год — Ворошиловградской) области, — 211 человек;
- уроженцы Луганской области, удостоенные звания Героя Социалистического Труда в других регионах СССР, — 78 человек;
- Герои Социалистического Труда, прибывшие в Луганскую область на постоянное проживание из других регионов, — 11 человек.

В таблицах отображены фамилия, имя и отчество Героев, должность и место работы на момент присвоения звания, дата Указа Президиума Верховного Совета СССР, отрасль народного хозяйства, место рождения/проживания, а также ссылка на биографическую статью на сайте «Герои страны». Формат таблиц предусматривает возможность сортировки по указанным параметрам путём нажатия на стрелку в нужной графе.

## История
Первыми в Луганской (тогда Ворошиловградской) области звания Героя Социалистического Труда были удостоены пятеро колхозников: С. Ф. Бочарник, Р. П. Гончарова, М. Е. Колягина, В. С. Пасечник и А. И. Яковлева, которым эта высшая степень отличия была присвоена Указом Президиума Верховного Совета СССР от 16 февраля 1948 года за получение высоких урожаев пшеницы.
Большинство Героев Социалистического Труда в области приходится на угледобывающую отрасль — 94 человека; сельское хозяйство — 71; металлургию — 11; строительство — 8; химическую промышленность, транспорт — по 6; машиностроение — 4; оборонную промышленность, промышленность промстройматериалов, энергетику, государственное управление — по 2; приборостроение, лёгкую промышленность, образование — по 1.

## Лица, удостоенные звания Героя Социалистического Труда в Луганской области
| №   | Фамилия, имя, отчество            | Даты жизни               | Деятельность | Дата присвоения | Отрасль            | Место рождения            | ГС         |
| --- | --------------------------------- | ------------------------ | --- | --------------- | ------------------ | ------------------------- | ---------- |
| 1   | Адраховский Иосиф Францевич       | 1911 — ????              | Машинист врубовой машины шахты № 7—7-бис треста «Боковоантрацит» Министерства угольной промышленности Украинской ССР, Ворошиловградская область | 26.04.1957      | углепром           | *Житомирская область      | [ ГС 1 ]   |
| 2   | Акименко Иосиф Данилович          | 03.04.1902 — 10.04.1982  | Начальник участка шахты № 10 имени Артёма комбината «Ворошиловградуголь» Министерства угольной промышленности западных районов СССР, Ворошиловградская область                                                                                           | 28.08.1948      | углепром           | Алчевск                   | [ ГС 2 ]   |
| 3   | Александрина Прасковья Фёдоровна  | 27.09.1917 — 19.12.1976  | Бригадир поверхностного комплекса шахты № 22—4-бис Луганского совнархоза, гор. Красный Луч | 07.03.1960      | углепром           | *Ростовская область       | [ ГС 3 ]   |
| 4   | Алесенко Василий Антонович        | 23.02.1926 — 28.07.1981  | Бригадир горнорабочих очистного забоя шахты № 66 комбината «Свердловантрацит» Министерства угольной промышленности Украинской ССР, Ворошиловградская область                                                                                             | 30.03.1971      | углепром           | *Брянская область         | [ ГС 4 ]   |
| 5   | Алёшин Юрий Фёдорович             | 15.01.1920 — 20.11.1998  | Председатель колхоза имени Ленина Новопсковского района Луганской области | 23.06.1966      | сельхоз            | Лисичанск                 | [ ГС 5 ]   |
| 6   | Апайков Геннадий Александрович    | 02.05.1938 — 25.09.2011  | Начальник участка шахтоуправления имени Космонавтов производственного объединения «Ровенькиантрацит» Министерства угольной промышленности Украинской ССР, Ворошиловградская область                                                                      | 02.03.1981      | углепром           | Ровеньки                  | [ ГС 6 ]   |
| 7   | Апатина Анна Степановна           | 1896—1973                | Свинарка колхоза «Новая жизнь» Старобельского района Ворошиловградской области | 10.07.1950      | сельхоз            | *Белгородская область     | [ ГС 7 ]   |
| 8   | Архангельский Михаил Сергеевич    | 19.09.1898 — 20.06.1987  | Управляющий трестом «Ворошиловуголь» комбината «Ворошиловградуголь» Министерства угольной промышленности западных районов СССР, Ворошиловградская область                                                                                                | 28.08.1948      | углепром           | *Брянская область         | [ ГС 8 ]   |
| 9   | Афонин Александр Андреевич        | 1909 — ????              | Главный инженер шахты № 3—5 «Сокологоровка» треста «Первомайскуголь» комбината «Луганскуголь» Министерства угольной промышленности Украинской ССР, Луганская область                                                                                     | 29.06.1966      | углепром           | *Донецкая область         | [ ГС 9 ]   |
| 10  | Бабкин Николай Григорьевич        | 14.02.1936 — 29.12.2018  | Тракторист колхоза имени Шевченко Новопсковского района Ворошиловградской области | 08.04.1971      | сельхоз            | Луганская область         | [ ГС 10 ]  |
| 11  | Бакай Анна Александровна          | 14.11.1911 — 23.04.1998  | Звеньевая колхоза «20 лет Октября» Сватовского района Ворошиловградской области | 19.04.1949      | сельхоз            | Сватовский район          | [ ГС 11 ]  |
| 12  | Балинец Михаил Минович            | род. 23.08.1929          | Бригадир проходчиков горных выработок шахтоуправления «Чернухинское» треста «Коммунарскуголь» комбината «Луганскуголь» Министерства угольной промышленности Украинской ССР, Луганская область                                                            | 29.06.1966      | углепром           | *Винницкая область        | [ ГС 12 ]  |
| 13  | Белик Анна Павловна               | 27.09.1905 — 09.02.1984  | Звеньевая свиноводческого совхоза № 10 Министерства совхозов СССР, Сватовский район Ворошиловградской области | 22.04.1949      | сельхоз            | Сватовский район          | [ ГС 13 ]  |
| 14  | Белодед Сергей Васильевич         | 06.07.1926 — ????        | Машинист экскаватора строительного управления Ворошиловградской ГРЭС треста «Донбассэнергострой» Министерства энергетики и электрификации СССР | 17.05.1977      | энергетика         | Попаснянский район        | [ ГС 14 ]  |
| 15  | Бойко Михаил Лукьянович           | 14.11.1927 — 23.08.1997  | Бригадир проходчиков шахты имени С. М. Кирова комбината «Кадиевуголь» Министерства угольной промышленности Украинской ССР, Ворошиловградская область | 29.12.1973      | углепром           | *Николаевская область     | [ ГС 15 ]  |
| 16  | Бондаренко Андрей Александрович   | 19.06.1914 — 19.02.1963  | Машинист врубовой машины шахты № 22 треста «Краснолучуголь» комбината «Донбассантрацит» Министерства угольной промышленности западных районов СССР, Ворошиловградская область                                                                            | 28.08.1948      | углепром           | *Черниговская область     | [ ГС 16 ]  |
| 17  | Бондаренко Мария Игнатьевна       | 21.12.1929 — 2005        | Закальщица Лисичанского стекольного завода «Пролетарий» Министерства промышленности строительных материалов Украинской ССР, Луганская область | 28.07.1966      | промстройматериалы | *Саратовская область      | [ ГС 17 ]  |
| 18  | Борзых Василий Лаврентьевич       | 29.01.1912 — 17.08.1994  | Начальник участка шахтоуправления № 5—7 треста «Ждановуголь», гор. Красный Луч Ворошиловградской области | 26.04.1957      | углепром           | *Воронежская область      | [ ГС 18 ]  |
| 19  | Бочарник Стефан Филиппович        | 1915 — ????              | Бригадир тракторной бригады Ново-Астраханской МТС Ново-Астраханского района Ворошиловградской области | 16.02.1948      | сельхоз            | Кременской район          | [ ГС 19 ]  |
| 20  | Бугара Афанасий Илларионович      | 1911 — ????              | Старший зоотехник свиноводческого совхоза «Забойщик» Министерства совхозов СССР, Лисичанский район Ворошиловградской области | 22.10.1949      | сельхоз            | *Кировоградская область   | [ ГС 20 ]  |
| 21  | Будняк Владимир Никитович         | 14.05.1915 — 1998        | Директор совхоза «Красноармеец» Белокуракинского района Луганской области | 23.06.1966      | сельхоз            | *Винницкая область        | [ ГС 21 ]  |
| 22  | Буравлёв Василий Иванович         | 1929 — 10.07.1960        | Машинист комбайна шахты № 6 «Центросоюз» треста «Свердловуголь», Ворошиловградская область | 26.04.1957      | углепром           | Антрацитовский район      | [ ГС 22 ]  |
| 23  | Бутенко Пётр Васильевич           | 1905 — ????              | Первый секретарь Попаснянского райкома Компартии Украины, Ворошиловградская область | 26.04.1957      | госуправление      | Луганская область         |            |
| 24  | Буцула Алексей Антонович          | род. 1930                | Бригадир проходчиков Белянского шахтостроительного управления треста «Ворошиловградшахтострой» Министерства строительства предприятий угольной промышленности Украинской ССР, Ворошиловградская область                                                  | 26.04.1957      | углепром           | *Херсонская область       |            |
| 25  | Вагин Александр Андреевич         | 05.07.1909 — 11.09.1984  | Директор зернового совхоза «Старобельский» Министерства совхозов СССР, Ворошиловградская область | 13.03.1948      | сельхоз            | Сватовский район          | [ ГС 23 ]  |
| 26  | Величко Василий Леонтьевич        | род. 1920                | Начальник участка № 9 Ленинского шахтоуправления треста «Ленинуголь» Министерства угольной промышленности Украинской ССР, Ворошиловградская область | 26.04.1957      | углепром           | Луганская область         |            |
| 27  | Верховод Александр Алексеевич     | 17.07.1932 — 01.01.1999  | Старший аппаратчик Северодонецкого химического комбината имени Ленинского Комсомола Министерства химической промышленности СССР, Ворошиловградская область                                                                                               | 15.01.1974      | химпром            | *Донецкая область         | [ ГС 24 ]  |
| 28  | Вилкин Иван Евдокимович           | 1888 — 06.06.1964        | Навалоотбойщик шахты № 5/7 треста «Краснолучуголь» комбината «Донбассантрацит» Министерства угольной промышленности западных районов СССР, Ворошиловградская область                                                                                     | 28.08.1948      | углепром           | *Нижегородская область    | [ ГС 25 ]  |
| 29  | Водолазский Иван Денисович        | 12.01.1919 — 08.01.1980  | Управляющий отделением зернового совхоза «Красноармеец» Министерства совхозов СССР, Белокуракинский район Ворошиловградской области | 13.03.1948      | сельхоз            | Новопсковский район       | [ ГС 26 ]  |
| 30  | Воротников Сергей Илларионович    | 25.10.1929 — 08.10.2017  | Бригадир комплексной бригады горнорабочих очистного забоя шахты № 1 имени Косиора треста «Коммунарскуголь» комбината «Луганскуголь» Министерства угольной промышленности Украинской ССР, Луганская область                                               | 14.02.1966      | углепром           | *Воронежская область      | [ ГС 27 ]  |
| 31  | Ворошилов Алексей Гордеевич       | 10.05.1906 — 10.1980     | Начальник шахтоуправления № 2 треста «Первомайскуголь», Ворошиловградская область | 26.04.1957      | углепром           | Северодонецкий район      | [ ГС 28 ]  |
| 32  | Галаган Алексей Иванович          | 1900 — ????              | Управляющий отделением овцеводческого совхоза «Приволье» Министерства совхозов СССР, Ворошиловградская область | 13.03.1948      | сельхоз            | ?                         |            |
| 33  | Ганжа Ксения Егоровна             | 01.1903 — 1982           | Звеньевая колхоза «Революционный шлях» Ново-Светловского района Ворошиловградской области | 19.04.1949      | сельхоз            | Краснодонский район       | [ ГС 29 ]  |
| 34  | Гарус Александр Григорьевич       | 14.09.1929 — ????        | Горнорабочий очистного забоя шахты № 1—2 «Горская» треста «Первомайскуголь» комбината «Луганскуголь» Министерства угольной промышленности Украинской ССР, Луганская область                                                                              | 29.06.1966      | углепром           | *Брестская область        | [ ГС 30 ]  |
| 35  | Гелета Марьян Степанович          | 28.08.1935 — 08.01.2011  | Звеньевой механизированного звена колхоза «Червоный Жовтень» Лутугинского района Ворошиловградской области | 08.04.1971      | сельхоз            | *Тернопольская область    | [ ГС 31 ]  |
| 36  | Герасимчук Анатолий Максимович    | 08.03.1930 — 29.11.2008  | Проходчик горных выработок шахты № 3 «Садово-Хрустальная» треста «Антрацит» комбината «Донбассантрацит» Министерства угольной промышленности Украинской ССР, Луганская область                                                                           | 29.06.1966      | углепром           | *Винницкая область        | [ ГС 32 ]  |
| 37  | Гетьман Василий Прокофьевич       | 15.01.1924 — 03.10.2013  | Бригадир электромонтажников Краснолучского шахтомонтажного управления треста «Ворошиловградтяжстроймонтаж» Министерства строительства предприятий тяжёлой индустрии Украинской ССР, Ворошиловградская область                                            | 05.04.1971      | углепром           | *Харьковская область      | [ ГС 33 ]  |
| 38  | Гладкий Иван Иванович             | 02.11.1930 — 18.04.2001  | Начальник смены цеха капролактама Лисичанского химического комбината Луганского совнархоза | 28.05.1960      | химпром            | Старобельский район       | [ ГС 34 ]  |
| 39  | Гмыря Пётр Арсентьевич            | 21.12.1905 — 07.02.1967  | Директор Алчевского металлургического завода имени К. Е. Ворошилова Луганского совнархоза | 19.07.1958      | металлургия        | *Николаевская область     | [ ГС 35 ]  |
| 40  | Гогин Виктор Фёдорович            | 12.10.1906 — 08.10.1984  | Директор Лисичанского химического комбината Министерства химической промышленности СССР, Луганская область | 28.05.1966      | химпром            | *Нижегородская область    | [ ГС 36 ]  |
| 41  | Годияк Александр Дмитриевич       | 12.09.1928 — 28.10.2001  | Бригадир слесарей-монтажников Северодонецкого специализированного управления треста «Промхиммонтаж» Министерства монтажных и специальных строительных работ Украинской ССР, Луганская область                                                            | 08.08.1964      | строительство      | Северодонецкий район      | [ ГС 37 ]  |
| 42  | Голубов Николай Александрович     | 23.02.1929 — 19.09.1998  | Бригадир колхоза имени Свердлова Свердловского района Ворошиловградской области | 08.12.1973      | сельхоз            | Свердловский район        | [ ГС 38 ]  |
| 43  | Гончаров Александр Николаевич     | 31.08.1909 — 06.07.1984  | Начальник шахты № 7—8 треста «Краснолучуголь» комбината «Донбассантрацит» Министерства угольной промышленности Украинской ССР, Луганская область | 29.06.1966      | углепром           | *Амурская область         | [ ГС 39 ]  |
| 44  | Гончаров Пётр Васильевич          | 15.07.1924 — 05.03.2005  | Председатель колхоза «Родина» Свердловского района Ворошиловградской области | 08.04.1971      | сельхоз            | *Ростовская область       | [ ГС 40 ]  |
| 45  | Гончарова Раиса Павловна          | род. 1926                | Звеньевая колхоза имени Сталина Александровского района Ворошиловградской области | 16.02.1948      | сельхоз            | Славяносербский район     | [ ГС 41 ]  |
| 46  | Горлов Николай Григорьевич        | 13.03.1904 — 21.11.1971  | Начальник шахты № 2 Северная треста «Краснодонуголь» Министерства угольной промышленности Украинской ССР, Ворошиловградская область | 26.04.1957      | углепром           | *Донецкая область         | [ ГС 42 ]  |
| 47  | Грицай Анна Терентьевна           | 1917 — ????              | Свинарка свиноводческого совхоза «Забойщик» Министерства совхозов СССР, Лисичанский район Ворошиловградской области | 22.10.1949      | сельхоз            | Попаснянский район        | [ ГС 43 ]  |
| 48  | Гриценко Михаил Иванович          | 02.1921 — 10.1983        | Мастер доменного цеха Алчевского металлургического завода имени Ворошилова Луганского совнархоза | 19.07.1958      | металлургия        | *Сумская область          | [ ГС 44 ]  |
| 49  | Гущин Яков Прокофьевич            | 14.07.1935 — 19.07.1997  | Бригадир проходчиков шахто-проходческого управления № 5 комбината «Ворошиловградшахтострой» Министерства угольной промышленности Украинской ССР, Ворошиловградская область                                                                               | 29.12.1973      | углепром           | *Красноярский край        | [ ГС 45 ]  |
| 50  | Давыдов Григорий Иванович         | 10.03.1908 — 04.03.1974  | Бригадир тракторной бригады Павловской МТС Белокуракинского района Ворошиловградской области | 26.02.1958      | сельхоз            | Белокуракинский район     | [ ГС 46 ]  |
| 51  | Даньков Иван Авксентьевич         | 25.04.1903 — 13.09.1970  | Начальник шахты № 1—2 «Горская» треста «Первомайскуголь» Министерства угольной промышленности Украинской ССР, Ворошиловградская область | 26.04.1957      | углепром           | Брянка                    | [ ГС 47 ]  |
| 52  | Дегтярёв Иван Иванович            | 10.05.1930 — 08.06.2008  | Бригадир проходчиков горных выработок шахты № 66—67 треста «Свердловуголь» комбината «Донбассантрацит» Министерства угольной промышленности Украинской ССР, Луганская область                                                                            | 29.06.1966      | углепром           | Должанский район          | [ ГС 48 ]  |
| 53  | Денисов Григорий Фёдорович        | 1897 — 21.08.1977        | Начальник участка шахты № 3-бис треста «Свердловуголь» комбината «Донбассантрацит» Министерства угольной промышленности западных районов СССР, Ворошиловградская область                                                                                 | 28.08.1948      | углепром           | *Липецкая область         | [ ГС 49 ]  |
| 54  | Денисов Иван Тимофеевич           | 1918 — ????              | Начальник участка шахты № 10 имени Артёма треста «Ворошиловуголь» Министерства угольной промышленности Украинской ССР, Ворошиловградская область | 26.04.1957      | углепром           | *Московская область       | [ ГС 50 ]  |
| 55  | Димитров Павел Дмитриевич         | 25.06.1912 — 18.06.1973  | Забойщик шахты № 1-бис «Криворожье» треста «Кадиевуголь» Министерства угольной промышленности Украинской ССР, Славяносербский район Ворошиловградской области                                                                                            | 26.04.1957      | углепром           | *Курская область          | [ ГС 51 ]  |
| 56  | Долгова Ульяна Кирилловна         | 1914 — ????              | Свинарка свиноводческого совхоза «Забойщик» Министерства совхозов ССР, Лисичанский район Ворошиловградской области | 05.08.1948      | сельхоз            | Луганская область         | [ ГС 52 ]  |
| 57  | Должиков Николай Павлович         | 10.01.1932 — 02.01.2012  | Забойщик шахты имени XXII съезда КПСС Кадиевского производственного объединения по добыче угля Министерства угольной промышленности Украинской ССР, Ворошиловградская область                                                                            | 05.03.1976      | углепром           | *Московская область       | [ ГС 53 ]  |
| 58  | Дорогин Александр Сергеевич       | 20.08.1930 — 2010        | Старший аппаратчик Рубежанского химического комбината Министерства химической промышленности СССР, Ворошиловградская область | 20.04.1971      | химпром            | Рубежное                  | [ ГС 54 ]  |
| 59  | Драголюнцев Анатолий Дмитриевич   | 18.06.1938 — 16.09.2023  | Слесарь-электромонтажник производственного объединения «Ворошиловградский тепловозостроительный завод имени Октябрьской революции» Министерства тяжёлого и транспортного машиностроения СССР                                                             | 31.03.1981      | машиностроение     | Луганск                   | [ ГС 55 ]  |
| 60  | Дриженко Василий Алексеевич       | 01.07.1913 — 30.11.1980  | Бригадир забойщиков шахтоуправления № 18—20 треста «Краснодонуголь» Министерства угольной промышленности Украинской ССР, Ворошиловградская область | 26.04.1957      | углепром           | *Черкасская область       | [ ГС 56 ]  |
| 61  | Дубенко Николай Кириллович        | 17.04.1928 — 07.04.1983  | Проходчик шахты Самсоновская № 1 треста «Ворошиловградшахтопроходка» Министерства строительства предприятий угольной промышленности Украинской ССР, Ворошиловградская область                                                                            | 26.04.1957      | углепром           | *Курская область          | [ ГС 57 ]  |
| 62  | Дубина Степан Иванович            | 1883 — ????              | Забойщик шахты имени Ворошилова комбината «Ворошиловградуголь» Министерства угольной промышленности западных районов СССР, Ворошиловградская область | 28.08.1948      | углепром           | Краснодонский район       | [ ГС 58 ]  |
| 63  | Егоров Валерий Павлович           | 17.02.1927 — 30.05.1971  | Директор Северодонецкого химического комбината имени Ленинского комсомола Министерства химической промышленности СССР, Ворошиловградская область | 20.04.1971      | химпром            | *Донецкая область         | [ ГС 59 ]  |
| 64  | Ершков Илларион Семёнович         | 31.10.1907 — 31.01.1972  | Забойщик шахты имени Сталина треста «Кадиевуголь» Министерства угольной промышленности Украинской ССР, Ворошиловградская область | 26.04.1957      | углепром           | *Мордовия                 | [ ГС 60 ]  |
| 65  | Ефименко Иван Иванович            | 1927 — ????              | Бригадир совхоза «Таловский» Станично-Луганского района Ворошиловградской области | 08.12.1973      | сельхоз            | *Ростовская область       | [ ГС 61 ]  |
| 66  | Жеребцов Александр Михайлович     | 1903 — 10.08.1970        | Проходчик шахты № 3 треста «Свердловуголь» комбината «Донбассантрацит» Министерства угольной промышленности западных районов СССР, Ворошиловградская область                                                                                             | 28.08.1948      | углепром           | *Харьковская область      | [ ГС 62 ]  |
| 67  | Живаго Фёдор Тимофеевич           | 1897 — ????              | Директор Дьяковской МТС Ровеньковского района Луганской области | 26.12.1958      | сельхоз            | Антрацитовский район      | [ ГС 63 ]  |
| 68  | Заболотских Иван Александрович    | 1912 — ????              | Проходчик Ново-Павловского строительного управления треста «Краснолучшахтострой» Министерства строительства предприятий угольной промышленности Украинской ССР, Ворошиловградская область                                                                | 26.04.1957      | углепром           | *Марий Эл                 | [ ГС 64 ]  |
| 69  | Завалий Алексей Исакович          | 29.03.1926 — 01.02.1987  | Бригадир совхоза «Восход» Краснодонского района Луганской области | 23.06.1966      | сельхоз            | Краснодонский район       | [ ГС 65 ]  |
| 70  | Завьялов Евгений Петрович         | 20.07.1931 — 05.02.2015  | Машинист горных выемочных машин шахты имени Ильича производственного объединения «Кадиевуголь» Министерства чёрной металлургии Украинской ССР, гор. Стаханов Ворошиловградской области                                                                   | 12.05.1977      | углепром           | *Курская область          | [ ГС 66 ]  |
| 71  | Заика Анастасия Филипповна        | 1913—1974                | Звеньевая зернового совхоза имени Шевченко Министерства совхозов СССР, Старобельский район Ворошиловградской области | 22.04.1949      | сельхоз            | Луганская область         | [ ГС 67 ]  |
| 72  | Иваненко Александр Григорьевич    | род. 1927                | Шофёр Антрацитовского автотранспортного предприятия 12773 Министерства автомобильного транспорта Украинской ССР, Ворошиловградская область | 04.05.1971      | транспорт          | Луганская область         |            |
| 73  | Иванченко Иван Васильевич         | 20.03.1934 — 03.02.2012  | Бригадир горнорабочих очистного забоя шахты «Ново-Павловская» треста «Краснолучуголь» комбината «Донбассантрацит» Министерства угольной промышленности Украинской ССР, Луганская область                                                                 | 29.06.1966      | углепром           | *Сумская область          | [ ГС 68 ]  |
| 74  | Иванчиков Владимир Дмитриевич     | 1926 — 20.01.1970        | Горнорабочий очистного забоя шахтоуправления № 21—134 треста «Краснодонуголь» комбината «Донбассантрацит» Министерства угольной промышленности Украинской ССР, Луганская область                                                                         | 29.06.1966      | углепром           | *Липецкая область         | [ ГС 69 ]  |
| 75  | Иващенко Николай Григорьевич      | 1928—1999                | Горнорабочий очистного забоя шахты «Донецкая» комбината «Краснодонуголь» Министерства угольной промышленности Украинской ССР, Ворошиловградская область                                                                                                  | 30.03.1971      | углепром           | *Ставропольский край      | [ ГС 70 ]  |
| 76  | Истомин Фёдор Иванович            | 106.10.1913 — 08.01.1993 | Управляющий трестом «Луганскшахтопроходка», гор. Луганск | 11.08.1966      | углепром           | Стаханов                  | [ ГС 71 ]  |
| 77  | Калюжная Мария Павловна           | 19.01.1944 — 15.05.2021  | Бригадир штукатуров специализированного управления «Отделстрой» комбината «Ворошиловградхимстрой» Министерства строительства предприятий тяжёлой индустрии Украинской ССР, Ворошиловградская область                                                     | 19.03.1981      | строительство      | Старобельский район       | [ ГС 72 ]  |
| 78  | Капуста Филипп Сидорович          | 27.11.1912 — 18.02.1972  | Директор шахты «Ново-Дружеская» комбината «Первомайскуголь» Министерства угольной промышленности Украинской ССР, Ворошиловградская область | 30.03.1971      | углепром           | *Минская область          | [ ГС 73 ]  |
| 79  | Кариков Тимофей Фёдорович         | 1927 — ????              | Бригадир горнорабочих очистного забоя шахты № 47 треста «Кадиевуголь» комбината «Луганскуголь» Министерства угольной промышленности Украинской ССР, Луганская область                                                                                    | 29.06.1966      | углепром           | Троицкий район            | [ ГС 74 ]  |
| 80  | Карлов Иван Ефимович              | род. 04.10.1928          | Комбайнёр совхоза имени Щорса Лутугинского района Ворошиловградской области | 08.12.1973      | сельхоз            | Лутугинский район         | [ ГС 75 ]  |
| 81  | Касауров Николай Данилович        | 22.05.1896 — 19.04.1979  | Начальник шахты № 6 комбината «Ворошиловградуголь» Министерства угольной промышленности западных районов СССР, Ворошиловградская область | 28.08.1948      | углепром           | *Донецкая область         | [ ГС 76 ]  |
| 82  | Квитка Василий Кириллович         | 20.08.1927 — 18.02.2015  | Бригадир совхоза «Славяносербский» Коммунарского района Луганской области | 30.04.1966      | сельхоз            | Беловодский район         | [ ГС 77 ]  |
| 83  | Кисленко Нина Антоновна           | род. 1929                | Свинарка колхоза «Украина» Антрацитовского района Луганской области | 22.03.1966      | сельхоз            | Антрацитовский район      | [ ГС 78 ]  |
| 84  | Клименко Илларион Трофимович      | 1914—1997                | Управляющий отделением совхоза имени Шевченко Старобельского района Луганской области | 23.06.1966      | сельхоз            | Сватовский район          | [ ГС 79 ]  |
| 85  | Коваленко Виктор Андреевич        | род. 1932                | Проходчик горных выработок шахты № 1 имени XIX съезда КПСС треста «Ленинуголь» комбината «Луганскуголь» Министерства угольной промышленности Украинской ССР, Луганская область                                                                           | 29.06.1966      | углепром           | Краснодонский район       | [ ГС 80 ]  |
| 86  | Ковальчук Иван Абрамович          | 20.05.1930 — 08.12.1994  | Бригадир горнорабочих очистного забоя шахты «Привольнянская-Южная» треста «Лисичанскуголь» комбината «Луганскуголь» Министерства угольной промышленности Украинской ССР, Луганская область                                                               | 22.03.1966      | углепром           | *Житомирская область      | [ ГС 81 ]  |
| 87  | Козаренко Иван Владимирович       | 10.09.1932 — 2013        | Горнорабочий очистного забоя шахты № 1—2 «Новая Голубовка» треста «Кировуголь» комбината «Луганскуголь» Министерства угольной промышленности Украинской ССР, Луганская область                                                                           | 29.06.1966      | углепром           | *Белгородская область     | [ ГС 82 ]  |
| 88  | Козаченко Алексей Павлович        | 02.02.1911 — 21.07.1978  | Строгальщик Луганского тепловозостроительного завода имени Октябрьской революции Министерства тяжёлого, энергетического и транспортного машиностроения СССР                                                                                              | 09.07.1966      | машиностроение     | Луганск                   | [ ГС 83 ]  |
| 89  | Колесников Александр Яковлевич    | 01.08.1930 — 23.01.2008  | Горнорабочий очистного забоя шахты «Суходольская» № 1 комбината «Краснодонуголь» Министерства угольной промышленности Украинской ССР, Ворошиловградская область                                                                                          | 30.03.1971      | углепром           | Краснодонский район       | [ ГС 84 ]  |
| 90  | Колесниченко Александр Дмитриевич | 06.08.1914 — 1989        | Директор совхоза «Ровеньковский» Антрацитовского района Луганской области | 23.06.1966      | сельхоз            | *Ростовская область       | [ ГС 85 ]  |
| 91  | Колинько Анна Афеногеновна        | 1914—2000                | Свинарка колхоза «Новая жизнь» Старобельского района Ворошиловградской области | 10.07.1950      | сельхоз            | Старобельский район       | [ ГС 86 ]  |
| 92  | Колягина Мария Егоровна           | 25.01.1919 — 05.10.2009  | Звеньевая колхоза имени Сталина Александровского района Ворошиловградской области | 16.02.1948      | сельхоз            | Славяносербский район     | [ ГС 87 ]  |
| 93  | Кондратенко Иван Тимофеевич       | 13.06.1925 — 17.01.2008  | Начальник комбината «Кадиевуголь» Министерства угольной промышленности Украинской ССР, Ворошиловградская область | 30.03.1971      | углепром           | *Днепропетровская область | [ ГС 88 ]  |
| 94  | Кондруцкий Фёдор Иванович         | 1903 — ????              | Бригадир колхоза «Червоный Жовтень» Лутугинского района Луганской области | 30.04.1966      | сельхоз            | Лутугинский район         | [ ГС 89 ]  |
| 95  | Корзинкин Владимир Фёдорович      | 18.07.1933 — 18.04.2004  | Сталевар Коммунарского металлургического завода Министерства чёрной металлургии Украинской ССР, Ворошиловградская область | 30.03.1971      | металлургия        | *Тверская область         | [ ГС 90 ]  |
| 96  | Корнев Пантелей Иванович          | 14.07.1906 — ????        | Управляющий отделением овцеводческого совхоза «Приволье» Министерства совхозов СССР, Ворошиловградская область | 13.03.1948      | сельхоз            | Троицкий район            | [ ГС 91 ]  |
| 97  | Коровкин Василий Ефремович        | 15.02.1920 — 19.03.2008  | Бригадир колхоза «Ленинськый шлях» Кременского района Луганской области | 23.06.1966      | сельхоз            | Кременской район          | [ ГС 92 ]  |
| 98  | Коротеев Николай Иванович         | 04.10.1932 — 2001        | Бригадир проходчиков шахтопроходческого управления № 6 треста «Ворошиловградшахтопроходка» Министерства угольной промышленности Украинской ССР, Ворошиловградская область                                                                                | 17.06.1982      | углепром           | *Воронежская область      | [ ГС 93 ]  |
| 99  | Коротун Мария Трофимовна          | 28.11.1921 — ????        | Чабан колхоза имени Котовского Марковского района Ворошиловградской области | 26.02.1958      | сельхоз            | Марковский район          | [ ГС 94 ]  |
| 100 | Косенков Александр Фёдорович      | 03.03.1915 — ????        | Проходчик шахтоуправления № 2 треста «Первомайскуголь» Министерства угольной промышленности Украинской ССР, Ворошиловградская область | 26.04.1957      | углепром           | *Смоленская область       | [ ГС 95 ]  |
| 101 | Кошура Андрей Фёдорович           | 02.11.1929 — 01.10.1999  | Бригадир электромонтажников Коммунарского специализированного управления № 450 треста «Донбасспромэлектромонтаж» Министерства монтажных и специальных строительных работ Украинской ССР, Ворошиловградская область                                       | 07.05.1971      | строительство      | *Хмельницкая область      | [ ГС 96 ]  |
| 102 | Кравцов Василий Яковлевич         | 07.04.1911 — 28.12.2000  | Мастер паровозного депо Сватово Донецкой железной дороги, Луганская область | 01.08.1959      | транспорт          | Сватовский район          | [ ГС 97 ]  |
| 103 | Кудинов Григорий Филиппович       | 23.01.1909 — 06.03.1981  | Проходчик шахты № 3 Сокологоровка комбината «Ворошиловградуголь» Министерства угольной промышленности западных районов СССР, Ворошиловградская область                                                                                                   | 28.08.1948      | углепром           | *Смоленская область       | [ ГС 98 ]  |
| 104 | Кузовов Василий Владимирович      | 14.03.1909 — 05.09.1976  | Проходчик шахты № 16 имени «Известий» треста «Краснолучуголь» Министерства угольной промышленности Украинской ССР, Ворошиловградская область | 26.04.1957      | углепром           | *Тамбовская область       | [ ГС 99 ]  |
| 105 | Куличенко Мария Григорьевна       | 1913 — ????              | Бригадир совхоза имени 8 Марта Станично-Луганского района Луганской области | 30.04.1966      | сельхоз            | *Винницкая область        | [ ГС 100 ] |
| 106 | Курило Фёдор Леонтьевич           | род. 25.08.1934          | Кузнец Ворошиловградского тепловозостроительного завода имени Октябрьской революции Министерства тяжёлого и транспортного машиностроения СССР | 12.05.1977      | машиностроение     | *Харьковская область      | [ ГС 101 ] |
| 107 | Кучерик Василий Петрович          | 1907—1971                | Арматуро-бетонщик строительного управления № 10 треста «Краснолучшахтострой» Министерства строительства предприятий угольной промышленности Украинской ССР, Ворошиловградская область                                                                    | 26.04.1957      | углепром           | *Хмельницкая область      | [ ГС 102 ] |
| 108 | Лазюк Андрей Владимирович         | 1928 — 10.04.1990        | Машинист горного комбайна шахтоуправления имени Молодой гвардии треста «Краснодонуголь» комбината «Донбассантрацит» Министерства угольной промышленности Украинской ССР, Луганская область                                                               | 29.06.1966      | углепром           | *Минская область          | [ ГС 103 ] |
| 109 | Лапай Виктор Иванович             | 18.04.1940 — 19.11.2012  | Бригадир горнорабочих очистного забоя шахты имени Я. М. Свердлова производственного объединения «Свердловантрацит» Министерства угольной промышленности Украинской ССР, Ворошиловградская область                                                        | 29.04.1986      | углепром           | *Харьковская область      | [ ГС 104 ] |
| 110 | Лисицын Фёдор Андреевич           | 1919 — ????              | Забойщик шахты № 10 имени Артёма треста «Ворошиловуголь» Министерства угольной промышленности Украинской ССР, Ворошиловградская область | 26.04.1957      | углепром           | *Калужская область        | [ ГС 105 ] |
| 111 | Литвинова Мария Егоровна          | 1926 — ????              | Свинарка свиноводческого совхоза «Забойщик» Министерства совхозов СССР, Лисичанский район Ворошиловградской области | 22.10.1949      | сельхоз            | Луганская область         | [ ГС 106 ] |
| 112 | Луговской Алексей Иванович        | 15.04.1932 — 13.01.2005  | Сталевар Коммунарского металлургического завода Министерства чёрной металлургии Украинской ССР, Луганская область | 22.03.1966      | металлургия        | *Курская область          | [ ГС 107 ] |
| 113 | Луговской Дмитрий Иванович        | 24.06.1937 — 12.2013     | Забойщик шахты имени XXII съезда КПСС комбината «Кадиевуголь» Министерства угольной промышленности Украинской ССР, Ворошиловградская область | 30.03.1971      | углепром           | *Сумская область          | [ ГС 108 ] |
| 114 | Лукьяненко Григорий Моисеевич     | род. 1926                | Начальник участка шахты имени С. В. Косиора комбината «Ворошиловградуголь» Министерства угольной промышленности Украинской ССР, Ворошиловградская область                                                                                                | 30.03.1971      | углепром           | *Донецкая область         |            |
| 115 | Ляшенко Иван Никифорович          | род. 19.08.1936          | Слесарь-сборщик Северодонецкого приборостроительного завода Северодонецкого научно-производственного объединения «Импульс» имени XXV съезда КПСС Министерства приборостроения, средств автоматизации и систем управления СССР, Ворошиловградская область | 13.05.1977      | приборостроение    | Луганская область         | [ ГС 109 ] |
| 116 | Макарцов Александр Павлович       | 15.09.1936 — 23.01.2008  | Бригадир проходчиков шахтопроходческого управления № 2 треста «Краснодоншахтострой» Министерства угольной промышленности Украинской ССР, гор. Краснодон Ворошиловградской области                                                                        | 02.03.1981      | углепром           | *Брянская область         | [ ГС 110 ] |
| 117 | Макарчук Степан Антонович         | 01.06.1928 — 08.05.2004  | Навалоотбойщик шахтоуправления № 10 имени Володарского треста «Свердловуголь» Министерства угольной промышленности Украинской ССР, Ворошиловградская область                                                                                             | 26.04.1957      | углепром           | *Житомирская область      | [ ГС 111 ] |
| 118 | Малашкевич Фома Ефремович         | 06.10.1913 — ????        | Забойщик шахты № 22 имени Кирова треста «Кировуголь» Министерства угольной промышленности Украинской ССР, Ворошиловградская область | 26.04.1957      | углепром           | *Минская область          | [ ГС 112 ] |
| 119 | Малимон Иван Иванович             | 1914 — ????              | Управляющий отделением зернового совхоза «Старобельский» Министерства совхозов СССР, Ворошиловградская область | 13.03.1948      | сельхоз            | *Донецкая область         | [ ГС 113 ] |
| 120 | Мамай Николай Яковлевич           | 07.02.1926 — 06.06.1989  | Бригадир забойщиков шахты № 2 Северная треста «Краснодонуголь» Министерства угольной промышленности Украинской ССР, Ворошиловградская область | 26.04.1957      | углепром           | *Краснодарский край       | [ ГС 114 ] |
| 121 | Марченко Виктор Николаевич        | 1934—1985                | Старший горновой Коммунарского металлургического комбината Министерства чёрной металлургии Украинской ССР, Ворошиловградская область | 30.03.1971      | металлургия        | Перевальский район        | [ ГС 115 ] |
| 122 | Медведев Виктор Васильевич        | 07.10.1948 — 07.10.1997  | Забойщик шахты имени XXII съезда КПСС производственного объединения «Стахановуголь» Министерства угольной промышленности Украинской ССР, Ворошиловградская область                                                                                       | 18.09.1985      | углепром           | Стаханов                  | [ ГС 116 ] |
| 123 | Месечко Степан Савельевич         | 21.01.1909 — ????        | Дорожный мастер Попаснянской дистанции пути Донецкой железной дороги, Луганская область | 01.08.1959      | транспорт          | Сватовский район          | [ ГС 117 ] |
| 124 | Мизецкий Андрей Алексеевич        | 29.07.1927 — ????        | Горнорабочий очистного забоя шахты «Украина» комбината «Ворошиловградуголь» Министерства угольной промышленности Украинской ССР, Ворошиловградская область                                                                                               | 30.03.1971      | углепром           | *Черкасская область       | [ ГС 118 ] |
| 125 | Минаев Борис Георгиевич           | 23.05.1926 — 21.10.1975  | Бригадир слесарей-монтажников Ирминского строительно-монтажного управления треста «Ворошиловградшахтостроймонтаж» Министерства строительства предприятий угольной промышленности Украинской ССР, Ворошиловградская область                               | 26.04.1957      | углепром           | *Волгоградская область    | [ ГС 119 ] |
| 126 | Миначенков Николай Гаврилович     | 27.01.1933 — 03.2020     | Сталевар Коммунарского металлургического завода Министерства чёрной металлургии Украинской ССР, Ворошиловградская область | 05.03.1976      | металлургия        | *Курская область          | [ ГС 120 ] |
| 127 | Михайличенко Николай Афанасьевич  | 01.04.1939 — 14.01.2008  | Тракторист совхоза «Спутник» Антрацитовского района Ворошиловградской области | 15.12.1972      | сельхоз            | Антрацитовский район      | [ ГС 121 ] |
| 128 | Мордовцев Григорий Алексеевич     | 27.04.1929 — 21.08.2014  | Бригадир проходчиков горных выработок шахты имени И. В. Чеснокова треста «Кадиевуголь» комбината «Луганскуголь» Министерства угольной промышленности Украинской ССР, Луганская область                                                                   | 29.06.1966      | углепром           | Новопсковский район       | [ ГС 122 ] |
| 129 | Морозов Иван Кузьмич              | 1887—1983                | Бригадир колхоза «Путь к социализму» Ровеньковского района Ворошиловградской области | 19.04.1949      | сельхоз            | Ровеньки                  | [ ГС 123 ] |
| 130 | Морозов Михаил Васильевич         | 20.09.1913 — 31.05.1999  | Управляющий трестом «Антрацит» комбината «Донбассантрацит» Министерства угольной промышленности Украинской ССР, Луганская область | 29.06.1966      | углепром           | *Могилёвская область      | [ ГС 124 ] |
| 131 | Москаленко Яков Максимович        | 28.08.1927 — 09.09.2003  | Бригадир проходчиков горных выработок шахты «Черноморка» комбината «Первомайскуголь» Министерства угольной промышленности Украинской ССР, Ворошиловградская область                                                                                      | 30.03.1971      | углепром           | *Киевская область         | [ ГС 125 ] |
| 132 | Моцак Григорий Иванович           | 06.06.1928 — 02.08.2002  | Бригадир горнорабочих очистного забоя шахты № 3 «Дарьевская» комбината «Донбассантрацит» Министерства угольной промышленности Украинской ССР, Ворошиловградская область                                                                                  | 30.03.1971      | углепром           | *Житомирская область      | [ ГС 126 ] |
| 133 | Мурзенко Владимир Григорьевич     | 26.04.1937 — 01.12.2017  | Бригадир горнорабочих очистного забоя шахтоуправления «Красный партизан» комбината «Свердловантрацит» Министерства угольной промышленности Украинской ССР, Ворошиловградская область                                                                     | 29.12.1973      | углепром           | Свердловский район        | [ ГС 127 ] |
| 134 | Надольный Иван Григорьевич        | 12.12.1928 — 09.09.2005  | Управляющий отделением конезавода № 61 Беловодского района Луганской области | 23.06.1966      | сельхоз            | Беловодский район         | [ ГС 128 ] |
| 135 | Наумов Иван Михайлович            | 13.02.1929 — 04.08.1984  | Бригадир проходчиков горных выработок шахтоуправления «Знамя коммунизма» комбината «Донбассантрацит» Министерства угольной промышленности Украинской ССР, Ворошиловградская область                                                                      | 30.03.1971      | углепром           | *Хмельницкая область      | [ ГС 129 ] |
| 136 | Несин Андрей Пантелеевич          | 24.02.1930 — 22.01.1997  | Проходчик горных выработок шахты «Черкасская-Северная» № 2 комбината «Ворошиловградуголь» Министерства угольной промышленности Украинской ССР, Ворошиловградская область                                                                                 | 30.03.1971      | углепром           | *Херсонская область       | [ ГС 130 ] |
| 137 | Новиков Анатолий Константинович   | 1928 — ????              | Машинист машин вытягивания стекла Лисичанского стекольного завода Министерства промышленности строительных материалов Украинской ССР, Ворошиловградская область                                                                                          | 07.05.1971      | промстройматериалы | *Донецкая область         | [ ГС 131 ] |
| 138 | Новиков Пётр Филиппович           | 22.01.1907 — 1974        | Управляющий трестом «Лисхимпромстрой» Луганского совнархоза | 09.08.1958      | строительство      | *Москва                   | [ ГС 132 ] |
| 139 | Новоточин Николай Васильевич      | 30.07.1927 — 25.04.2013  | Бригадир горнорабочих очистного забоя шахты «Нагольчанская» № 4 комбината «Донбассантрацит» Министерства угольной промышленности Украинской ССР, Ворошиловградская область                                                                               | 30.03.1971      | углепром           | *Челябинская область      | [ ГС 133 ] |
| 140 | Ольховский Юрий Иванович          | 03.05.1931 — 1998        | Токарь Станкостроительного завода имени В. И. Ленина Министерства машиностроения СССР, гор. Ворошиловград | 26.04.1971      | оборонпром         | Славяносербский район     | [ ГС 134 ] |
| 141 | Оропай Андрей Григорьевич         | 18.04.1930 — 2007        | Бригадир горнорабочих очистного забоя шахты № 4—6 комбината «Первомайскуголь» Министерства угольной промышленности Украинской ССР, Ворошиловградская область                                                                                             | 30.03.1971      | углепром           | *Черниговская область     | [ ГС 135 ] |
| 142 | Палиев Иосиф Яковлевич            | 27.12.1915 — 20.07.1990  | Управляющий отделением № 1 зернового совхоза «Красноармеец» Министерства совхозов СССР, Белокуракинский район Ворошиловградской области | 13.03.1948      | сельхоз            | Белокуракинский район     | [ ГС 136 ] |
| 143 | Панченко Елена Андреевна          | 1915 — ????              | Бригадир свиноводческого совхоза «Забойщик» Министерства совхозов СССР, Лисичанский район Ворошиловградской области | 22.10.1949      | сельхоз            | Попаснянский район        | [ ГС 137 ] |
| 144 | Пасечник Василий Семёнович        | 1921 — ????              | Бригадир колхоза имени Сталина Александровского района Ворошиловградской области | 16.02.1948      | сельхоз            | Славяносербский район     | [ ГС 138 ] |
| 145 | Перова Феодосия Стефановна        | 1915 — ????              | Бригадир тракторной бригады Ново-Айдарской МТС Ново-Айдарского района Ворошиловградской области | 17.05.1948      | сельхоз            | Новоайдарский район       | [ ГС 139 ] |
| 146 | Петров Константин Григорьевич     | 07.11.1908 — 23.06.1995  | Бывший парторг шахты «Центральная-Ирмино», инициатор и организатор рекорда А. Г. Стаханова, Ворошиловградская область | 22.09.1975      | углепром           | *Полтавская область       | [ ГС 140 ] |
| 147 | Петченко Егор Егорович            | 1893 — 28.12.1970        | Забойщик Михайловского шахтоуправления комбината «Донбассантрацит» Министерства угольной промышленности западных районов СССР, Ворошиловградская область                                                                                                 | 28.08.1948      | углепром           | Антрацитовский район      | [ ГС 141 ] |
| 148 | Пиляшенко Григорий Тихонович      | 1929 — 29.05.1968        | Чабан колхоза имени Чапаева Троицкого района Луганской области | 22.03.1966      | сельхоз            | ?                         | [ ГС 142 ] |
| 149 | Пищенюк Павел Иванович            | 26.02.1916 — 15.07.1983  | Начальник смены Алмазнянского завода ферросплавов Министерства чёрной металлургии Украинской ССР, Луганская область | 22.03.1966      | металлургия        | *Винницкая область        | [ ГС 143 ] |
| 150 | Побока Иван Матвеевич             | 29.06.1913 — 24.03.1963  | Бригадир проходчиков шахты № 1—2 имени Мельникова треста «Лисичанскуголь» Министерства угольной промышленности Украинской ССР, Ворошиловградская область                                                                                                 | 26.04.1957      | углепром           | *Могилёвская область      | [ ГС 144 ] |
| 151 | Поляков Владимир Иванович         | 1919 — 21.05.1984        | Работник Луганского станкостроительного завода Министерства оборонной промышленности СССР, гор. Луганск | 28.07.1966      | оборонпром         | Луганская область         |            |
| 152 | Попова Анастасия Макаровна        | 23.01.1906 — 28.07.1989  | Звеньевая полеводческой бригады колхоза «20 лет Октября» Сватовского района Ворошиловградской области | 19.04.1949      | сельхоз            | Сватовский район          | [ ГС 145 ] |
| 153 | Прокофьев Виктор Георгиевич       | 1928 — ????              | Директор совхоза «Индустрия» Станично-Луганского района Луганской области | 23.06.1966      | сельхоз            | *Владимирская область     | [ ГС 146 ] |
| 154 | Протасова Мария Ивановна          | 1908 — ????              | Звеньевая зернового совхоза «Старобельский» Министерства совхозов СССР, Ворошиловградская область | 13.03.1948      | сельхоз            | Старобельский район       | [ ГС 147 ] |
| 155 | Пучнов Александр Фёдорович        | 10.09.1902 — ?           | Начальник комбината «Донбассантрацит» Министерства угольной промышленности западных районов СССР, Ворошиловградская область | 28.08.1948      | углепром           | *Калужская область        | [ ГС 148 ] |
| 156 | Пшеничка Иван Васильевич          | род. 1925                | Бригадир плотников строительного управления № 6 треста «Северодонецкхимстрой» Министерства строительства предприятий тяжёлой индустрии Украинской ССР, Ворошиловградская область                                                                         | 05.04.1971      | строительство      | *Черновицкая область      |            |
| 157 | Радецкий Иван Евтихеевич          | 22.12.1927 — 05.12.1987  | Бригадир плотников участка «Промстрой» треста «Ворошиловскстрой» Луганского совнархоза | 09.08.1958      | строительство      | *Винницкая область        | [ ГС 149 ] |
| 158 | Ревенко Иван Васильевич           | 1918 — ????              | Машинист комбайна шахты № 1—2 «Горская» треста «Первомайскуголь» Министерства угольной промышленности Украинской ССР, Ворошиловградская область | 26.04.1957      | углепром           | *Курская область          | [ ГС 150 ] |
| 159 | Резник Мария Павловна             | 21.10.1921 — 06.10.2011  | Трактористка колхоза имени Котовского Марковского района Луганской области | 23.06.1966      | сельхоз            | Марковский район          | [ ГС 151 ] |
| 160 | Рожок Павел Григорьевич           | род. 09.12.1928          | Плавильщик Лутугинского завода прокатных валков Министерства чёрной металлургии Украинской ССР, Ворошиловградская область | 30.03.1971      | металлургия        | Луганская область         |            |
| 161 | Розмазнин Константин Павлович     | 1922 — ????              | Бригадир тракторно-полеводческой бригады Деркульского конезавода Беловодского района Ворошиловградской области | 08.04.1971      | сельхоз            | Новопсковский район       | [ ГС 152 ] |
| 162 | Рыбалка Виктор Емельянович        | род. 19.06.1935          | Звеньевой механизированного отряда совхоза «Новый Айдар» Новоайдарского района Ворошиловградской области | 08.04.1971      | сельхоз            | Луганская область         |            |
| 163 | Рыбалка Григорий Яковлевич        | 1909 — 09.05.1987        | Старший горновой доменного цеха Алмазнянского металлургического завода Луганского совнархоза | 19.07.1958      | металлургия        | *Белгородская область     | [ ГС 153 ] |
| 164 | Рыбальченко Иван Степанович       | 17.08.1922 — 30.07.2004  | Тракторист совхоза «Дружба» Сватовского района Луганской области | 23.06.1966      | сельхоз            | Сватовский район          | [ ГС 154 ] |
| 165 | Рыбин Пётр Никитович              | 12.07.1924 — 07.06.1979  | Бывший председатель колхоза «Червоный Жовтень» Лутугинского района, ныне первый секретарь Лутугинского райкома Компартии Украины, Луганская область | 22.03.1966      | сельхоз            | *Алтайский край           | [ ГС 155 ] |
| 166 | Рындин Пантелей Дмитриевич        | 02.1911 — 08.04.1977     | Забойщик шахты № 10 имени Артёма комбината «Ворошиловградуголь» Министерства угольной промышленности западных районов СССР, Ворошиловградская область | 28.08.1948      | углепром           | *Курская область          | [ ГС 156 ] |
| 167 | Салова Татьяна Сергеевна          | 1913 — ????              | Свинарка свиноводческого совхоза «Забойщик» Министерства совхозов СССР, Лисичанский район Ворошиловградской области | 22.10.1949      | сельхоз            | Попаснянский район        | [ ГС 157 ] |
| 168 | Сафонова Серафима Карповна        | 12.12.1922 — 08.01.2006  | Учительница средней школы № 1 имени М. Горького, гор. Краснодон Луганской области | 01.07.1968      | образование        | *Ростовская область       | [ ГС 158 ] |
| 169 | Светличная Ксения Петровна        | 1915—2001                | Звеньевая колхоза «20 лет Октября» Белокуракинского района Ворошиловградской области | 19.04.1949      | сельхоз            | Белокуракинский район     | [ ГС 159 ] |
| 170 | Сергиенко Василий Сергеевич       | 03.12.1925 — 03.11.2003  | Старший осмотрщик вагонного депо Ворошиловград Донецкой железной дороги | 04.05.1971      | транспорт          | *Воронежская область      | [ ГС 160 ] |
| 171 | Сердюк Матрёна Александровна      | 31.03.1906 — 14.09.1984  | Звеньевая колхоза «Революционный шлях» Ново-Светловского района Ворошиловградской области | 19.04.1949      | сельхоз            | Славяносербский район     | [ ГС 161 ] |
| 172 | Символ Семён Петрович             | 01.09.1904 — 04.07.1982  | Директор свиноводческого совхоза «Забойщик» Министерства совхозов СССР, Лисичанский район Ворошиловградской области | 22.10.1949      | сельхоз            | *Сумская область          | [ ГС 162 ] |
| 173 | Синько Евгений Иванович           | 1927—2008                | Бригадир проходчиков Родаково-Юрьевского шахтостроительного управления треста «Ворошиловградшахтострой» Министерства строительства предприятий угольной промышленности Украинской ССР, Ворошиловградская область                                         | 26.04.1957      | углепром           | *Минск                    | [ ГС 163 ] |
| 174 | Синяговский Пётр Ефимович         | 11.06.1906 — 01.02.1996  | Горный мастер Ирминского шахтоуправления комбината «Ворошиловградуголь» Министерства угольной промышленности западных районов СССР, Ворошиловградская область                                                                                            | 28.08.1948      | углепром           | *Полтавская область       | [ ГС 164 ] |
| 175 | Скачкова Ольга Михайловна         | 18.06.1921 — 18.04.1993  | Горный мастер шахты № 7—7-бис треста «Боковоантрацит», Луганского совнархоза | 07.03.1960      | углепром           | *Ростовская область       | [ ГС 165 ] |
| 176 | Скрыпник Николай Николаевич       | 15.05.1948 — ????        | Бригадир горнорабочих очистного забоя шахты имени М. В. Фрунзе производственного объединения «Ровенькиантрацит» Министерства угольной промышленности Украинской ССР, Ворошиловградская область                                                           | 02.06.1983      | углепром           | Ровеньки                  | [ ГС 166 ] |
| 177 | Смоляков Иван Никифорович         | 1911 — 14.07.1962        | Машинист врубовой машины шахты Анненская комбината «Ворошиловградуголь» Министерства угольной промышленности западных районов СССР, Ворошиловградская область                                                                                            | 28.08.1948      | углепром           | *Белгородская область     | [ ГС 167 ] |
| 178 | Смоляков Фёдор Егорович           | 14.04.1906 — 1990        | Первый секретарь Старобельского райкома Компартии Украины, Ворошиловградская область | 26.02.1958      | госуправление      | *Орловская область        | [ ГС 168 ] |
| 179 | Соколова Мария Васильевна         | 1911 — ????              | Звеньевая овцеводческого совхоза «Приволье» Министерства совхозов СССР, Лозно-Александрвский район Ворошиловградской области | 13.03.1948      | сельхоз            | Белокуракинский район     | [ ГС 169 ] |
| 180 | Ставицкий Алексей Петрович        | 1913 — ????              | Управляющий отделением зернового совхоза «Красноармеец» Министерства совхозов СССР, Белокуракинский район Ворошиловградской области | 13.03.1948      | сельхоз            | Белокуракинский район     | [ ГС 170 ] |
| 181 | Степаненко Степанида Михайловна   | 1912 — ????              | Звеньевая зернового совхоза «Старобельский» Министерства совхозов СССР, Ворошиловградская область | 13.03.1948      | сельхоз            | Старобельский район       | [ ГС 171 ] |
| 182 | Стеценко Борис Владимирович       | 01.10.1935 — 05.11.2007  | Бригадир проходчиков горных выработок шахтоуправления № 72—74 комбината «Свердловантрацит» Министерства угольной промышленности Украинской ССР, Ворошиловградская область                                                                                | 30.03.1971      | углепром           | *Житомирская область      | [ ГС 172 ] |
| 183 | Стороженко Павел Петрович         | 23.06.1928 — 13.05.1997  | Бригадир комплексной бригады управления «Стальстрой» треста «Коммунарскстрой», Луганская область | 11.08.1966      | строительство      | *Винницкая область        | [ ГС 173 ] |
| 184 | Стрельченко Иван Михайлович       | 21.05.1926 — ????        | Председатель колхоза имени Ленина Антрацитовского района Ворошиловградской области | 08.12.1973      | сельхоз            | Антрацитовский район      | [ ГС 174 ] |
| 185 | Ступаков Василий Фёдорович        | 01.01.1910 — 09.1981     | Мастер прокатного цеха Алчевского металлургического завода имени Ворошилова Луганского совнархоза | 19.07.1958      | металлургия        | *Донецкая область         | [ ГС 175 ] |
| 186 | Суханов Владимир Никифорович      | 08.12.1925 — 02.09.1994  | Машинист горного комбайна шахты № 77 комбината «Кадиевуголь» Министерства угольной промышленности Украинской ССР, Ворошиловградская область | 30.03.1971      | углепром           | *Башкортостан             | [ ГС 176 ] |
| 187 | Терник Даниил Павлович            | 1905 — 13.07.1958        | Председатель колхоза имени Жданова Ново-Псковского района Ворошиловградской области | 26.02.1958      | сельхоз            | Новопсковский район       | [ ГС 177 ] |
| 188 | Ткаченко Иван Андреевич           | 27.11.1905 — 14.02.1964  | Бывший управляющий трестом «Первомайскуголь» Министерства угольной промышленности Украинской ССР, Ворошиловградская область | 26.04.1957      | углепром           | *Донецкая область         | [ ГС 178 ] |
| 189 | Толмачёв Александр Гордеевич      | 17.09.1911 — ????        | Директор совхоза «Металлист» Александровского района Ворошиловградской области | 26.02.1958      | сельхоз            | Станично-Луганский район  | [ ГС 179 ] |
| 190 | Третьяков Николай Петрович        | 01.12.1928 — 08.04.2002  | Горнорабочий очистного забоя шахтоуправления № 4—5 «Дарьевское» треста «Фрунзеуголь» комбината «Донбассантрацит» Министерства угольной промышленности Украинской ССР, Луганская область                                                                  | 29.06.1966      | углепром           | *Липецкая область         | [ ГС 180 ] |
| 191 | Турик Николай Антонович           | 1913—1998                | Директор Ворошиловградского тепловозостроительного завода имени Октябрьской революции Министерства тяжёлого, энергетического и транспортного машиностроения СССР                                                                                         | 05.04.1971      | машиностроение     | *Черниговская область     | [ ГС 181 ] |
| 192 | Турпанова Вера Петровна           | 03.10.1919 — 31.08.1987  | Машинист турбины Луганской ГРЭС Донбассэнерго Министерства энергетики и электрификации Украинской ССР, Луганская область | 04.10.1966      | энергетика         | *Тамбовская область       | [ ГС 182 ] |
| 193 | Фадеев Василий Семёнович          | 21.01.1900 — 22.12.1962  | Начальник комбината «Ворошиловградуголь» Министерства угольной промышленности западных районов СССР, Ворошиловградская область | 28.08.1948      | углепром           | *Саратовская область      | [ ГС 183 ] |
| 194 | Федорович Владимир Михайлович     | 1914 — ????              | Машинист паровозного депо Родаково Донецкой железной дороги, Луганская область | 01.08.1959      | транспорт          | Луганская область         | [ ГС 184 ] |
| 195 | Фень Василий Андреевич            | 19.04.1927 — 16.01.2004  | Бригадир тракторной бригады № 3 колхоза «Прогресс» Сватовского района Ворошиловградской области | 08.04.1971      | сельхоз            | Кременской район          | [ ГС 185 ] |
| 196 | Филоненко Григорий Павлович       | 30.12.1928 — ????        | Комбайнёр совхоза «Родина» Белокуракинского района Ворошиловградской области | 22.12.1977      | сельхоз            | Луганская область         | [ ГС 186 ] |
| 197 | Фоменко Дмитрий Иванович          | 15.09.1928 — 16.01.1981  | Дояр совхоза «Дружба» Сватовского района Луганской области | 22.03.1966      | сельхоз            | *Харьковская область      | [ ГС 187 ] |
| 198 | Фомин Михаил Иванович             | 14.02.1904 — 07.01.1982  | Сталевар мартеновского цеха Алчевского металлургического завода имени Ворошилова Луганского совнархоза | 19.07.1958      | металлургия        | Алчевск                   | [ ГС 188 ] |
| 199 | Цвитенко Прасковья Семёновна      | 01.07.1916 — 17.10.2005  | Свинарка колхоза «40 лет Октября» Нижне-Дуванского района Ворошиловградской области | 26.02.1958      | сельхоз            | Сватовский район          | [ ГС 189 ] |
| 200 | Чернов Семён Николаевич           | 1910 — ????              | Бригадир монтажников треста «Лисхимпромстрой» Луганского совнархоза | 09.08.1958      | строительство      | *Курская область          | [ ГС 190 ] |
| 201 | Чумак Марфа Андреевна             | 1910 — ????              | Начальник цеха Рубежанского химического комбината Луганского совнархоза | 07.03.1960      | химпром            | Луганская область         | [ ГС 191 ] |
| 202 | Чуприна Ульяна Тимофеевна         | 1913 — ????              | Звеньевая овцеводческого совхоза «Приволье» Министерства совхозов СССР, Ворошиловградская область | 13.03.1948      | сельхоз            | Белокуракинский район     | [ ГС 192 ] |
| 203 | Шароватов Борис Александрович     | 25.09.1925 — 01.01.1991  | Бригадир проходчиков, инструктор передовых методов труда нормативно-исследовательской станции № 15 Министерства строительства предприятий угольной промышленности Украинской ССР, Ворошиловградская область                                              | 26.04.1957      | углепром           | *Тамбовская область       | [ ГС 193 ] |
| 204 | Шевченко Александр Александрович  | 22.09.1919 — 15.01.1989  | Проходчик горных выработок шахтоуправления имени В. В. Володарского треста «Свердловуголь» комбината «Донбассантрацит» Министерства угольной промышленности Украинской ССР, Луганская область                                                            | 29.06.1966      | углепром           | *Харьковская область      | [ ГС 194 ] |
| 205 | Шелест Григорий Леонтьевич        | род. 03.05.1937          | Горнорабочий очистного забоя шахты «Анненская» комбината «Кадиевуголь» Министерства угольной промышленности Украинской ССР, Ворошиловградская область | 30.03.1971      | углепром           | *Сумская область          | [ ГС 195 ] |
| 206 | Шокарев Виктор Васильевич         | 04.04.1928 — 21.06.1995  | Начальник участка шахты имени Ильича треста «Кадиевуголь» комбината «Луганскуголь» Министерства угольной промышленности Украинской ССР, Луганская область                                                                                                | 29.06.1966      | углепром           | *Херсонская область       | [ ГС 196 ] |
| 207 | Шпотя Александр Павлович          | 06.04.1931 — 29.03.2000  | Бригадир колхоза «Большевик» Кременского района Луганской области | 19.04.1967      | сельхоз            | Кременской район          | [ ГС 197 ] |
| 208 | Щербак Иван Петрович              | 1922 — ????              | Главный агроном колхоза имени Ленина Антрацитовского района Ворошиловградской области | 08.04.1971      | сельхоз            | Антрацитовский район      | [ ГС 198 ] |
| 209 | Юрков Станислав Герасимович       | 08.04.1930 — 2001        | Прикрепляльщик деталей обуви Ворошиловградского производственного объединения обувных предприятий имени 50-летия Великой Октябрьской социалистической революции Министерства лёгкой промышленности Украинской ССР                                        | 05.04.1971      | легпром            | *Пермский край            | [ ГС 199 ] |
| 210 | Якин Виктор Васильевич            | 19.06.1928 — 16.11.2004  | Машинист локомотивного депо Попасная Донецкой железной дороги, Ворошиловградская область | 04.05.1971      | транспорт          | *Брянская область         | [ ГС 200 ] |
| 211 | Яковлева Аксинья Иосифовна        | 1912 — 17.05.1966        | Звеньевая колхоза «Ударник» Александровского района Ворошиловградской области | 16.02.1948      | сельхоз            | Луганская область         | [ ГС 201 ] |

## Уроженцы Луганской области, удостоенные звания Героя Социалистического Труда в других регионах СССР
| № | Фамилия, имя, отчество   | Даты жизни              | Деятельность                                                        | Дата присвоения       | Отрасль | Место рождения | ГС       |
| - | ------------------------ | ----------------------- | ------------------------------------------------------------------- | --------------------- | ------- | -------------- | -------- |
| 1 | Резников Вадим Федотович | 05.09.1925 — 02.10.1996 | Председатель колхоза «Победа» Каневского района Краснодарского края | 31.10.1957 11.10.1985 | сельхоз | Красный Луч    | [ ГС 1 ] |

| №  | Фамилия, имя, отчество                        | Даты жизни              | Деятельность | Дата присвоения | Отрасль        | Место рождения               | ГС        |
| -- | --------------------------------------------- | ----------------------- | --- | --------------- | -------------- | ---------------------------- | --------- |
| 1  | Агафонов Сергей Павлович                      | 02.10.1909 — 02.1987    | Начальник управления капитального строительства Норильского горно-металлургического комбината, Красноярский край                                                                   | 09.08.1958      | строительство  | Луганск                      | [ ГС 2 ]  |
| 2  | Аниканов Алексей Тимофеевич                   | 17.03.1904 — 13.09.1983 | Бригадир проходчиков строительного управления № 5 треста «Артёмшахтострой» Министерства строительства предприятий угольной промышленности Украинской ССР, Сталинская область       | 26.04.1957      | углепром       | Меловский район              | [ ГС 3 ]  |
| 3  | Анохин Леонид Демидович                       | род. 10.12.1933         | Директор опытно-производственного хозяйства Томской государственной сельскохозяйственной опытной станции, Томская область                                                          | 13.12.1972      | сельхоз        | Антрацит                     | [ ГС 4 ]  |
| 4  | Антипов Владислав Андреевич                   | 01.12.1928 — 07.05.1997 | Директор шахтоуправления № 5-бис «Трудовское» комбината «Донецкуголь» Министерства угольной промышленности Украинской ССР, Донецкая область                                        | 30.03.1971      | углепром       | Луганск                      | [ ГС 5 ]  |
| 5  | Балабуев Пётр Васильевич                      | 23.05.1931 — 17.05.2007 | Первый заместитель генерального конструктора Киевского механического завода Министерства авиационной промышленности СССР                                                           | 03.04.1975      | машиностроение | Станично-Луганский район     | [ ГС 6 ]  |
| 6  | Белицкий Михаил Иванович                      | 06.10.1928 — 31.10.1987 | Бригадир рабочих очистного забоя шахты имени В. И. Ленина треста «Несветайантрацит», Ростовская область                                                                            | 28.05.1960      | углепром       | Алчевский район              | [ ГС 7 ]  |
| 7  | Бережной Андрей Иванович                      | 17.01.1931 — 03.07.2003 | Старший аппаратчик Приднепровского химического завода Министерства среднего машиностроения СССР, гор. Днепродзержинск Днепропетровской области                                     | 26.04.1971      | атомпром       | Сватовский район             | [ ГС 8 ]  |
| 8  | Борщёва (Треножкина) Анна Фёдоровна           | 1915 — ????             | Звеньевая свиноводческого совхоза имени Калинина Министерства совхозов СССР, Сталинская область                                                                                    | 13.03.1948      | сельхоз        | Антрацитовский район         | [ ГС 9 ]  |
| 9  | Величко Борис Фёдорович                       | 19.06.1931 — 09.09.2017 | Директор Никопольского завода ферросплавов, Днепропетровская область | 21.03.1991      | металлургия    | Попаснянский район           | [ ГС 10 ] |
| 10 | Ветошкин Сергей Иванович                      | 25.09.1905 — 19.07.1991 | Заместитель министра оборонной промышленности СССР, гор. Москва | 20.04.1956      | оборонпром     | Луганск                      | [ ГС 11 ] |
| 11 | Волкова Мария Сидоровна                       | 25.10.1918 — 03.03.1997 | Доярка совхоза «Аксайский» Аксайского района Ростовской области | 22.03.1966      | сельхоз        | Марковский район             | [ ГС 12 ] |
| 12 | Ворошилов Климент Ефремович                   | 04.02.1881 — 02.12.1969 | Председатель Президиума Верховного Совета СССР, член Президиума ЦК КПСС гор. Москва                                                                                                | 07.05.1960      | госуправление  | Лисичанск                    | [ ГС 13 ] |
| 13 | Григоренко Дмитрий Тимофеевич                 | 23.02.1913 — 30.07.1986 | Машинист врубовой машины участка № 2 шахты № 6 «Капитальная» треста «Кизелуголь» комбината «Молотовуголь» Министерства угольной промышленности СССР, Молотовская область           | 26.04.1957      | углепром       | Счастьинский район           | [ ГС 14 ] |
| 14 | Двухимённый Дмитрий Павлович                  | 09.11.1922 — 08.03.1992 | Токарь Харьковского завода «Коммунар» Министерства общего машиностроения СССР | 26.07.1966      | машиностроение | Старобельский район          | [ ГС 15 ] |
| 15 | Денисова Раиса Никифоровна                    | 20.08.1926 — 03.11.2013 | Доярка колхоза «Родина» Белокалитвинского района Ростовской области | 22.03.1966      | сельхоз        | Луганская область            | [ ГС 16 ] |
| 16 | Диордиев Владимир Степанович                  | 1912 — ????             | Директор Константиновского металлургического завода имени Фрунзе, Сталинская область                                                                                               | 19.07.1958      | металлургия    | Луганская область            | [ ГС 17 ] |
| 17 | Донских Виктор Васильевич                     | 08.07.1935 — 04.10.2022 | Первый секретарь Добринского райкома КПСС, Липецкая область | 11.12.1973      | госуправление  | Краснодон                    | [ ГС 18 ] |
| 18 | Дьяченко Мария Ивановна                       | 1932 — ????             | Трактористка совхоза «Буревестник» Наурзумского района Кустанайской области | 13.12.1972      | сельхоз        | Марковский район             | [ ГС 19 ] |
| 19 | Ерёменко Николай Андреевич                    | род. 1939               | Проходчик тоннельного отряда № 12 управления строительства «Бамтоннельстрой» Министерства транспортного строительства СССР, Бурятская АССР                                         | 25.10.1984      | строительство  | Луганская область            | [ ГС 20 ] |
| 20 | Жидель Григорий Яковлевич                     | 1923 — 25.04.1999       | Первый секретарь Михайловского горкома КПСС, Волгоградская область | 08.04.1971      | госуправление  | Лутугинский район            | [ ГС 21 ] |
| 21 | Житников Пётр Илларионович                    | 11.09.1906 — 19.03.1979 | Капитан-директор краболова «Второй краболов» Главприморрыбпрома, Приморский край                                                                                                   | 02.03.1957      | рыбпром        | Луганск                      | [ ГС 22 ] |
| 22 | Заблодский Григорий Петрович                  | 21.08.1902 — 04.1994    | Начальник комбината «Сталинуголь» Министерства угольной промышленности западных районов СССР, Сталинская область                                                                   | 28.08.1948      | углепром       | Брянка                       | [ ГС 23 ] |
| 23 | Замышляева Валентина Григорьевна              | род. 1924               | Старшая птичница колхоза «Прапор комунизму» Овручского района Житомирской области                                                                                                  | 22.03.1966      | сельхоз        | Луганская область            | [ ГС 24 ] |
| 24 | Золотуха Савва Иванович                       | 21.08.1913 — 30.04.1990 | Директор Машиностроительного завода Министерства среднего машиностроения СССР, гор. Электросталь Московской области                                                                | 30.03.1970      | атомпром       | Первомайский городской совет | [ ГС 25 ] |
| 25 | Зоненко Пётр Павлович                         | 31.05.1905 — 31.12.1981 | Директор Новосибирского электровакуумного завода Министерства электронной промышленности СССР                                                                                      | 29.07.1966      | электронпром   | Станично-Луганский район     | [ ГС 26 ] |
| 26 | Иванов Виктор Сергеевич                       | 30.07.1937 — 30.12.2008 | Пилот-инструктор Тюменского объединённого авиационного отряда Тюменского управления гражданской авиации Министерства гражданской авиации СССР                                      | 04.02.1983      | транспорт      | Луганск                      | [ ГС 27 ] |
| 27 | Ивонин Иван Павлович                          | 17.11.1907 — 05.01.1993 | Начальник комбината «Ростовуголь» Министерства угольной промышленности западных районов СССР, Ростовская область                                                                   | 28.08.1948      | углепром       | Лисичанск                    | [ ГС 28 ] |
| 28 | Калганов Михаил Фёдорович                     | 1908—1986               | Забойщик шахты «Юнком» треста «Орджоникидзеуголь» Министерства угольной промышленности Украинской ССР, Сталинская область                                                          | 26.04.1957      | углепром       | Луганская область            | [ ГС 29 ] |
| 29 | Карстен Андрей Яковлевич                      | род. 1923               | Бригадир проходчиков управления «Карагандашахтопроходка» комбината «Карагандашахтострой», Карагандинская область                                                                   | 11.08.1966      | углепром       | Лутугинский район            | [ ГС 30 ] |
| 30 | Клименко Мария Николаевна                     | 27.07.1927 — 04.01.2005 | Бригадир маляров специализированного управления № 9 строительно-монтажного треста № 122 Министерства строительства СССР, Алтайский край                                            | 07.05.1971      | строительство  | Новоайдарский район          | [ ГС 31 ] |
| 31 | Коваленко Дмитрий Матвеевич                   | 18.02.1925 — 11.08.2003 | Водитель автомобиля Палаткинской автобазы объединения «Северовостокзолото» Министерства цветной металлургии СССР, Магаданская область                                              | 30.03.1971      | металлургия    | Сватовский район             | [ ГС 32 ] |
| 32 | Корниенко Виктор Павлович                     | 1913—1964               | Начальник шахты имени Сталина комбината «Молотовуголь» Министерства угольной промышленности восточных районов СССР, Молотовская область                                            | 28.08.1948      | углепром       | Луганская область            | [ ГС 33 ] |
| 33 | Краснов Кирилл Сергеевич                      | 27.03.1903 — 08.06.1973 | Старший помощник начальника станции Купянск Северо-Донецкой железной дороги, Харьковская область                                                                                   | 05.11.1943      | транспорт      | Перевальский район           | [ ГС 34 ] |
| 34 | Криворотов Владимир Иванович                  | 26.01.1929 — 13.01.2012 | Председатель колхоза «Россия» Красногвардейского района Крымской области | 22.12.1977      | сельхоз        | Луганская область            | [ ГС 35 ] |
| 35 | Кудинов Иван Карпович                         | 1912 — ????             | Тракторист зернового совхоза «Тихорецкий» Министерства совхозов СССР, Тихорецкий район Краснодарского края                                                                         | 11.02.1949      | сельхоз        | Луганская область            | [ ГС 36 ] |
| 36 | Куринный Иван Стефанович                      | 01.05.1913 — 27.06.1996 | Начальник производства Московского машиностроительного завода «Знамя труда» Министерства авиационной промышленности СССР                                                           | 26.04.1971      | машиностроение | Брянка                       | [ ГС 37 ] |
| 37 | Кучин Александр Фёдорович                     | 02.07.1904 — 01.02.1958 | Начальник шахты имени Сталина комбината «Кузбассуголь» Министерства угольной промышленности восточных районов СССР, Кемеровская область                                            | 28.08.1948      | углепром       | Славяносербский район        | [ ГС 38 ] |
| 38 | Лангемак Георгий Эрихович                     | 20.07.1898 — 11.01.1938 | Заместитель директора по научной части (главный инженер) Реактивного НИИ Народного Комиссариата оборонной промышленности СССР, военинженер 1-го ранга, гор. Москва                 | 21.06.1991      | оборонпром     | Старобельский район          | [ ГС 39 ] |
| 39 | Литвинов Борис Васильевич                     | 12.11.1929 — 22.04.2010 | Главный конструктор НИИ-1011 Министерства среднего машиностроения СССР, гор. Снежинск Челябинской области                                                                          | 04.09.1981      | атомпром       | Луганск                      | [ ГС 40 ] |
| 40 | Лукашёв Филипп Леонидович                     | 29.08.1929 — 19.05.2012 | Бригадир проходчиков горных выработок шахты «Западная-Капитальная» треста «Несветайантрацит» комбината «Ростовуголь» Министерства угольной промышленности СССР, Ростовская область | 29.06.1966      | углепром       | Свердловский район           | [ ГС 41 ] |
| 41 | Лукьяненко Ефим Яковлеевич                    | 28.12.1913 — 06.01.1996 | Директор племенного завода «Червоный велетень» Змиёвского района Харьковской области                                                                                               | 08.04.1971      | сельхоз        | Попаснянский район           | [ ГС 42 ] |
| 42 | Ляшко Александр Павлович                      | 30.12.1915 — 09.10.2002 | Председатель Совета Министров Украинской ССР, гор. Киев | 29.12.1985      | госуправление  | Славяносербский район        | [ ГС 43 ] |
| 43 | Магражданова (Вербицкая) Анастасия Тимофеевна | 14.04.1928 — 06.09.2011 | Звеньевая молочного совхоза «Горняк» Министерства совхозов СССР, Октябрьский район Ростовской области                                                                              | 01.06.1949      | сельхоз        | Меловский район              | [ ГС 44 ] |
| 44 | Майстренко Алексей Исаевич                    | 30.03.1904 — 25.03.1990 | Директор рисоводческого совхоза «Красноармейский» Славянского района Краснодарского края                                                                                           | 23.06.1966      | сельхоз        | Беловодский район            | [ ГС 45 ] |
| 45 | Маликова Анна Игнатьевна                      | 1913 — ????             | Телятница экспериментальной базы «Украинка» Украинского научно-исследовательского института животноводства, Харьковский район Харьковской области                                  | 10.07.1950      | сельхоз        | Белокуракинский район        |           |
| 46 | Малышева Мария Михайловна                     | 1915 — ????             | Рабочая учебно-опытного хозяйства «Эшери» Грузинского сельскохозяйственного института имени Л. П. Берия, гор. Тбилиси                                                              | 09.03.1951      | сельхоз        | Луганская область            |           |
| 47 | Миршавка Михаил Васильевич                    | 11.11.1936 — 25.06.2010 | Комбайнёр совхоза «Бауманский» Краснознаменского района Целиноградской области | 19.02.1981      | сельхоз        | Луганск                      | [ ГС 46 ] |
| 48 | Мишук Михаил Никитович                        | 02.12.1913 — 25.11.1982 | Начальник вооружения Военно-воздушных сил — заместитель Главнокомандующего ВВС СССР по вооружению Министерства обороны СССР, генерал-полковник-инженер, гор. Москва                | 21.02.1978      | оборона        | Новоайдарский район          | [ ГС 47 ] |
| 49 | Мураховский Всеволод Серафимович              | 20.10.1926 — 12.01.2017 | Первый секретарь Ставропольского крайкома КПСС | 12.03.1982      | госуправление  | Кременской район             | [ ГС 48 ] |
| 50 | Мустафа Иван Корнеевич                        | 1913—1973               | Бригадир слесарей-монтажников треста «Сибэнергомонтаж» Министерства строительства электростанций СССР, гор. Новосибирск                                                            | 20.09.1962      | энергетика     | Лисичанск                    | [ ГС 49 ] |
| 51 | Озюменко Василий Дмитриевич                   | 19.02.1930 — 20.10.2008 | Директор совхоза «Элита» Москаленского района Омской области | 19.04.1967      | сельхоз        | Антрацитовский район         | [ ГС 50 ] |
| 52 | Павлюченко Григорий Ильич                     | 1917 — ????             | Бригадир проходчиков строительного управления № 8 треста «Сталиншахтострой» Министерства строительства предприятий угольной промышленности Украинской ССР, Сталинская область      | 26.04.1957      | углепром       | Луганская область            | [ ГС 51 ] |
| 53 | Простаков Николай Викторович                  | 09.05.1915 — 12.09.1989 | Проходчик шахты имени Сталина комбината «Кузбассуголь» Министерства угольной промышленности восточных районов СССР, Кемеровская область                                            | 28.08.1948      | углепром       | Кременской район             | [ ГС 52 ] |
| 54 | Просянкин Григорий Лазаревич                  | 06.01.1920 — 16.09.1998 | Директор машиностроительного предприятия «Звёздочка» Министерства судостроительной промышленности СССР, Архангельская область                                                      | 26.04.1971      | машиностроение | Попаснянский район           | [ ГС 53 ] |
| 55 | Пятница Семён Ефимович                        | 01.09.1903 — 28.06.1985 | Комбайнёр Будённовской МТС Кулундинского района Алтайского края | 20.05.1949      | сельхоз        | Попаснянский район           | [ ГС 54 ] |
| 56 | Радченко Иван Васильевич                      | 17.08.1935 — 24.01.1997 | Управляющий отделением элитно-семеноводческого совхоза «Кореновский» Кореновского района Краснодарского края                                                                       | 08.04.1971      | сельхоз        | Меловский район              | [ ГС 55 ] |
| 57 | Ремигайло Иван Викторович                     | 22.05.1929 — 30.08.2011 | Бригадир комплексной бригады автоуправления Куйбышевгидростроя Министерства энергетики и электрификации СССР, Куйбышевская область                                                 | 29.12.1973      | энергетика     | Попаснянский район           | [ ГС 56 ] |
| 58 | Ремизов Василий Петрович                      | род. 27.10.1939         | Чабан госплемзавода «Красный чабан» Каланчакского района Херсонской области | 17.08.1988      | сельхоз        | Луганская область            |           |
| 59 | Решетняк Василий Сергеевич                    | 04.03.1926 — 03.11.1984 | Комбайнёр колхоза «Путь к коммунизму» Марксовского района Саратовской области | 07.12.1973      | сельхоз        | Старобельский район          | [ ГС 57 ] |
| 60 | Роев Александр Иванович                       | 1913 — ????             | Машинист комбайна шахты № 4 треста «Снежнянантрацит» Министерства угольной промышленности Украинской ССР, Сталинская область                                                       | 26.04.1957      | углепром       | Красный Луч                  | [ ГС 58 ] |
| 61 | Свистула Иван Степанович                      | 15.01.1928 — 18.12.2014 | Тракторист Свердловской МТС Убаганского района Кустанайской области | 11.01.1957      | сельхоз        | Новоайдарский район          | [ ГС 59 ] |
| 62 | Сиволодский Евгений Андреевич                 | 16.10.1919 — 23.09.1995 | Начальник лаборатории Государственного института прикладной химии Министерства химической промышленности СССР, гор. Ленинград                                                      | 20.04.1971      | химпром        | Брянка                       | [ ГС 60 ] |
| 63 | Соболев Владимир Степанович                   | 30.05.1908 — 01.09.1982 | Заместитель директора Института геологии и геофизики Сибирского отделения Академии наук СССР, академик АН СССР, гор. Новосибирск                                                   | 29.05.1978      | наука          | Луганск                      | [ ГС 61 ] |
| 64 | Струев Александр Иванович                     | 23.02.1906 — 10.12.1991 | Министр торговли СССР, гор. Москва | 20.02.1976      | госуправление  | Алчевск                      | [ ГС 62 ] |
| 65 | Тихоненко Дмитрий Максимович                  | 07.03.1923 — 25.06.1986 | Забойщик комбината «Печенганикель» Мурманского совнархоза | 09.06.1961      | металлургия    | Кременской район             | [ ГС 63 ] |
| 66 | Тихонов Николай Никифорович                   | 13.08.1929 — 26.06.2014 | Бригадир проходческой бригады шахты Бутовская-Глубокая Министерства строительства предприятий угольной промышленности Украинской ССР, Сталинская область                           | 26.04.1957      | углепром       | Старобельский район          | [ ГС 64 ] |
| 67 | Трофименков Николай Иванович                  | 30.09.1894 — 01.10.1978 | Старший агроном семеноводческого совхоза «Кубань» Министерства совхозов СССР, Гулькевичский район Краснодарского края                                                              | 06.04.1948      | сельхоз        | Краснодон                    | [ ГС 65 ] |
| 68 | Турок Василий Иванович                        | 18.02.1920 — 01.07.1982 | Директор семеноводческо-свекловодческого совхоза «Рубцовский» Рубцовского района Алтайского края                                                                                   | 10.03.1976      | сельхоз        | Сватовский район             | [ ГС 66 ] |
| 69 | Фоменко Леонид Александрович                  | 1905 — ????             | Управляющий трестом «Горловскуголь» Министерства угольной промышленности Украинской ССР, Сталинская область                                                                        | 26.04.1957      | углепром       | Луганская область            | [ ГС 67 ] |
| 70 | Харченко Анастасия Семёновна                  | 1912 — ????             | Бригадир свиноводческого совхоза имени Калинина Министерства совхозов СССР, Артёмовский район Сталинской области                                                                   | 17.05.1951      | сельхоз        | Луганская область            |           |
| 71 | Хрыпун Евдокия Егоровна                       | 1921 — ????             | Рабочая Гонийского совхоза имени Берия Министерства сельского хозяйства СССР, Батумский район Аджарской АССР                                                                       | 05.07.1949      | сельхоз        | Луганская область            | [ ГС 68 ] |
| 72 | Чумак Анна Викторовна                         | 1914 — ????             | Трактористка колхоза «Россия» Ершовского района Саратовской области | 23.06.1966      | сельхоз        | Новопсковский район          | [ ГС 69 ] |
| 73 | Чурин Александр Иванович                      | 11.10.1907 — 03.07.1981 | Директор комбината № 813 атомной промышленности, Свердловская область | 08.12.1951      | атомпром       | Брянка                       | [ ГС 70 ] |
| 74 | Шамрай Степан Иванович                        | 22.02.1922 — 15.10.2022 | Первый секретарь Семикаракорского райкома КПСС, Ростовская область | 08.04.1971      | госуправление  | Троицкий район               | [ ГС 71 ] |
| 75 | Шевченко Даниил Фёдорович                     | 24.12.1899 — 21.11.1974 | Директор совхоза имени Шевченко Полтавского района Полтавской области | 30.04.1966      | сельхоз        | Сватовский район             | [ ГС 72 ] |
| 76 | Шерстюк Виктор Степанович                     | 20.12.1915 — 14.07.1983 | Директор Воронежского шинного завода Министерства нефтеперерабатывающей и нефтехимической промышленности СССР                                                                      | 20.04.1971      | нефтехимпром   | Луганская область            | [ ГС 73 ] |
| 77 | Щебетовский Виктор Иванович                   | 1933—1978               | Бригадир комплексной бригады рабочих очистного забоя шахты № 54 треста «Антрацит» комбината «Донбассантрацит» Донецкого совнархоза                                                 | 16.07.1965      | углепром       | Ровеньковский район          | [ ГС 74 ] |

### Лишённые звания Героя Социалистического Труда
| № | Фамилия, имя, отчество     | Даты жизни              | Деятельность                                            | Дата присвоения | Дата лишения | Отрасль       | Место рождения | ГС        |
| - | -------------------------- | ----------------------- | ------------------------------------------------------- | --------------- | ------------ | ------------- | -------------- | --------- |
| 1 | Щёлоков Николай Анисимович | 26.11.1910 — 13.12.1984 | Министр внутренних дел СССР, генерал армии, гор. Москва | 25.11.1980      | 12.12.1984   | госуправление | Стаханов       | [ ГС 75 ] |

## Герои Социалистического Труда, прибывшие в Луганскую область на постоянное проживание из других регионов
| №  | Фамилия, имя, отчество                    | Даты жизни              | Деятельность | Дата присвоения | Отрасль       | Место жительства | ГС       |
| -- | ----------------------------------------- | ----------------------- | --- | --------------- | ------------- | ---------------- | -------- |
| 1  | Арсентьева (Корчинская) Феня Семёновна    | род. 1925               | Звеньевая колхоза имени Ленина Врадиевского района Одесской области                                                                         | 24.06.1949      | сельхоз       |                  |          |
| 2  | Бондаренко Лукерья Фёдоровна              | 19.03.1910 — ????       | Свинарка совхоза «Коллективист» Льговского района Курской области                                                                           | 22.03.1966      | сельхоз       |                  | [ ГС 1 ] |
| 3  | Веретенников Николай Владимирович         | 1911 — ????             | Управляющий отделением зернового совхоза «Целинский» Целинского района Ростовской области Министерства совхозов СССР                        | 03.04.1948      | сельхоз       |                  | [ ГС 2 ] |
| 4  | Воробьёв Александр Иванович               | 1909—1981               | Директор Коста-Хетагуровской МТС Северо-Осетинской АССР                                                                                     | 09.03.1948      | сельхоз       |                  |          |
| 5  | Зиняк Екатерина Николаевна                | род. 1934               | Доярка колхоза «Авангард» Добропольского района Сталинской области                                                                          | 26.02.1958      | сельхоз       |                  |          |
| 6  | Поджаров Павел Кузьмич                    | 22.03.1913 — 14.06.1988 | Проходчик шахты № 2 «Капитальная» комбината «Молотовуголь» Министерства угольной промышленности восточных районов СССР, Молотовская область | 28.08.1948      | углепром      | Лисичанск        | [ ГС 3 ] |
| 7  | Проценко Григорий Фёдорович               | 1911 — ????             | Арматурщик управления начальника работ № 292 треста № 47 Красноярского совнархоза                                                           | 09.08.1958      | строительство |                  | [ ГС 4 ] |
| 8  | Прядко Клавдия Васильевна                 | 1914 — ????             | Звеньевая колхоза имени Дзержинского Ровенского района Ровенской области                                                                    | 27.05.1952      | сельхоз       |                  | [ ГС 5 ] |
| 9  | Трошилова (Германова) Анастасия Сергеевна | 1919 — ????             | Звеньевая Кисловского свеклосовхоза Министерства пищевой промышленности СССР, Купянский район Харьковской области                           | 30.04.1948      | сельхоз       |                  |          |
| 10 | Улитина (Зуева) Антонина Илларионовна     | 10.11.1925 — 15.12.2015 | Звеньевая колхоза «Гигант» Тульского района Адыгейской автономной области                                                                   | 06.05.1948      | сельхоз       | Попасная         | [ ГС 6 ] |
| 11 | Шульга (Уварова) Нина Алексеевна          | род. 1932               | Звеньевая колхоза имени Будённого Мелитопольского района Запорожской области                                                                | 21.05.1952      | сельхоз       |                  | [ ГС 7 ] |